# Rocinela resima
Rocinela resima là một loài chân đều trong họ Aegidae. Loài này được Bruce miêu tả khoa học năm 2009.